# Amomum maximum
Đậu khấu chín cánh (danh pháp khoa học: Amomum maximum) là một loài thực vật có hoa trong họ Gừng. Loài này được William Roxburgh mô tả khoa học đầu tiên năm 1810.

## Phân bố
Loài này có tại Ấn Độ (quần đảo Andaman, Assam), Bangladesh, Indonesia (quần đảo Tiểu Sunda, Java, Papua), Myanmar, Nepal, Papua New Guinea, Thái Lan, Trung Quốc. Được ghi nhận ở cao độ 30-2.370 m (98-7.776 ft).
Tên gọi trong tiếng Trung là 九翅豆蔻 (cửu sí đậu khấu), nghĩa là đậu khấu chín cánh.

## NhánhA. maximum
Nhánh Amomum maximum được phân biệt bằng mào bao phấn nguyên, cụm quả thuôn dài một phần và quả có cánh.
Nhóm Amomum maximum bao gồm các loại cây thân thảo mọc thành cụm (trừ A. glabrum, A. longipetiolatum và A. prionocarpum); lưỡi bẹ thường chẻ đôi một phần hoặc toàn bộ; lá bắc đối diện 1-5 hoa; lá bắc con không có, hoặc nếu có thì thường mở, hình mũi mác; chỉ nhị đôi khi hợp sinh với cánh môi tạo thành một ống ngắn phía trên điểm chèn của các thùy tràng hoa; mào bao phấn thường nguyên; quả thường có cánh, không bao giờ nhẵn.
Các thành viên của nhóm này là: A. calcicolum, A. chevalieri, A. chryseum, A. dealbatum, A. glabrum, A. longipetiolatum, A. maximum, A. odontocarpum, A. plicatum, A. prionocarpum, A. repoeense và A. subcapitatum.